# Mindre fjärsing
Mindre fjärsing, lat: Echiichthys vipera, är en fisk tillhörande ordningen abborrartade fiskar. Den kallas också liten fjärsing. 

## Utseende
Kroppen är långsmal och ihoptryckt med proportionerligt större huvud än fjärsingen. Den kan bli upp till 15 cm lång. Färgen är gröngul till brun, med färre tecken än sin större släkting. Den har två ryggfenor. Den främre är liten, med giftiga fenstrålar. Det finns även en giftig tagg på gällocken. Giftet, som är starkare än fjärsingens, är vanligtvis inte dödligt för människan, men vållar svåra smärtor. 

## Vanor
Den mindre fjärsingen föredrar sandiga eller gyttjiga bottnar på upptill 150 meters djup, där den oftast ligger nergrävd i bottenmaterialet och lurar på byten som småfisk, och mindre kräftdjur. Under natten kan den dock simma omkring och aktivt söka efter byte.

## Utbredning
Västra Kattegatt, södra Nordsjön, kring Storbritanniens och Irlands kuster samt söderut längs östra Atlantkusten ner till Medelhavet och västra Nordafrika. Finns även kring Madeira och i Svarta havet. Saknas i Sverige och Norge.

## Fortplantning
Den mindre fjärsingen leker under sommaren. Äggen är pelagiska, liksom ynglen.

## Ekonomiskt värde
På grund av sin storlek är den mindre fjärsingen inte en lika uppskattad matfisk som fjärsingen, men visst fiske sker.